# Arad–Temesvári Vasút
Az 1868-ban alapított Arad–Temesvári Vasút egy magyar vasúttársaság volt. Egyetlen vonala a bánáti Arad-Temesvár vonal volt, amelyet 1871-ben nyitottak meg.
1867-ben a magyar hatóságok Mikó Imre távközlési miniszter régebbi részletes hálózatépítési tervei alapján elhatározták a vasút megépítését, 1868-ban  Klapka György politikai támogatásával az Országgyűlés 1868 évi 38. törvénycikk az Arad – Temesvár vonal építését engedélyezte, a koncessziót egy konzorcium kapta meg, amelyet a Darmstadti Kereskedelmi- és Iparbank, a frankfurti Sulzbach testvérek, Cramer Klett nürnbergi vállalkozó és az emigrációból hazatért Klapka György, Temesvár országgyűlési képviselője Arad–Temesvári Vasút néven alapított.
A tényleges építkezés 1868. december 3.-án kezdődött el az eredetileg 57,2 km hosszú vonalon. A munkálatok 16 hónapot vettek igénybe, a vonal megnyitása 1871 április 6.-án történt meg. A vonalon  első vonatok vegyesvonatok voltak mindössze 1–25 km/h-s sebességgel. A vonatokat a III. kategóriájú MÁV 335-ös sorozatú mozdonyok vontatták, amelyeket a Bécsújhelyi Mozdonygyártól szerezték be.
A vonal a két végállomás között Újarad, Németság, Vinga, Orczyfalva, Merczyfalva (Kalácsa néven) és Szentandrás településeken épített állomást, illetve egy hidat a Maroson.
A vonal megnyitásával Arad az Osztrák–Magyar Államvasút-Társaság, Temesvár a Tiszavidéki Vasút, később pedig az Első Erdélyi Vasút összeköttetésével jutott újabb kapcsolathoz az országos hálózatban.
1891-ben államosították az ÁVT-vel egyidőben és a MÁV tulajdonába került, 1920 után Romániához került, ma a CFR 217-es vonala néven működik.

## Forrás
- Kitérő - A tábornok vasútja, Indóház Extra, 2014/I., 33.oldal